# تشيكاماوجا كريك
يُشير مُصطلح تشيكاماوجا كريك (بالإنجليزية: Chickamauga Creek)‏ إلى روافد قصيرة لنهر تينيسي، والتي تربط النهر بالقرب من تشاتانوغا بولاية تينيسي. والتياران هم شمال تشيكاماوجا كريك/نورث تشيكاماوجا كريك وجنوب تشيكاماوجا كريك، حيث ينضمان إلى ولاية تينيسي من الجانبين الشمالي والجنوبي على التوالي. كما يُوجد أيضًا غرب تشيكاماوجا كريك، وهو رافد أطول من جنوب تشيكاماوجا كريك.